# Anomis tamsi
Anomis tamsi là một loài bướm đêm trong họ Erebidae.